# Kapolcs
Kapolcs è un comune dell'Ungheria di 451 abitanti (dati 2001). È situato nella contea di Veszprém.